# 赖昌祚
赖昌祚 (1905年—1936年)，江西省瑞金人。

## 生平
1930年加入中国共产主义青年团，次年加入中国共产党。先后担任共青团于都县区委宣传科科长、区委书记，中共瑞金县委书记，闽赣省委书记，江西军区闽赣边区指挥部政治委员，瑞金河东扩红突击队队长。
1936年夏，因带领瑞金游击队长期作战，导致积劳成疾，病情恶化，组织上安排到罗汉岩养病，不幸被叛徒杀害。